# Mercury-Redstone 1A

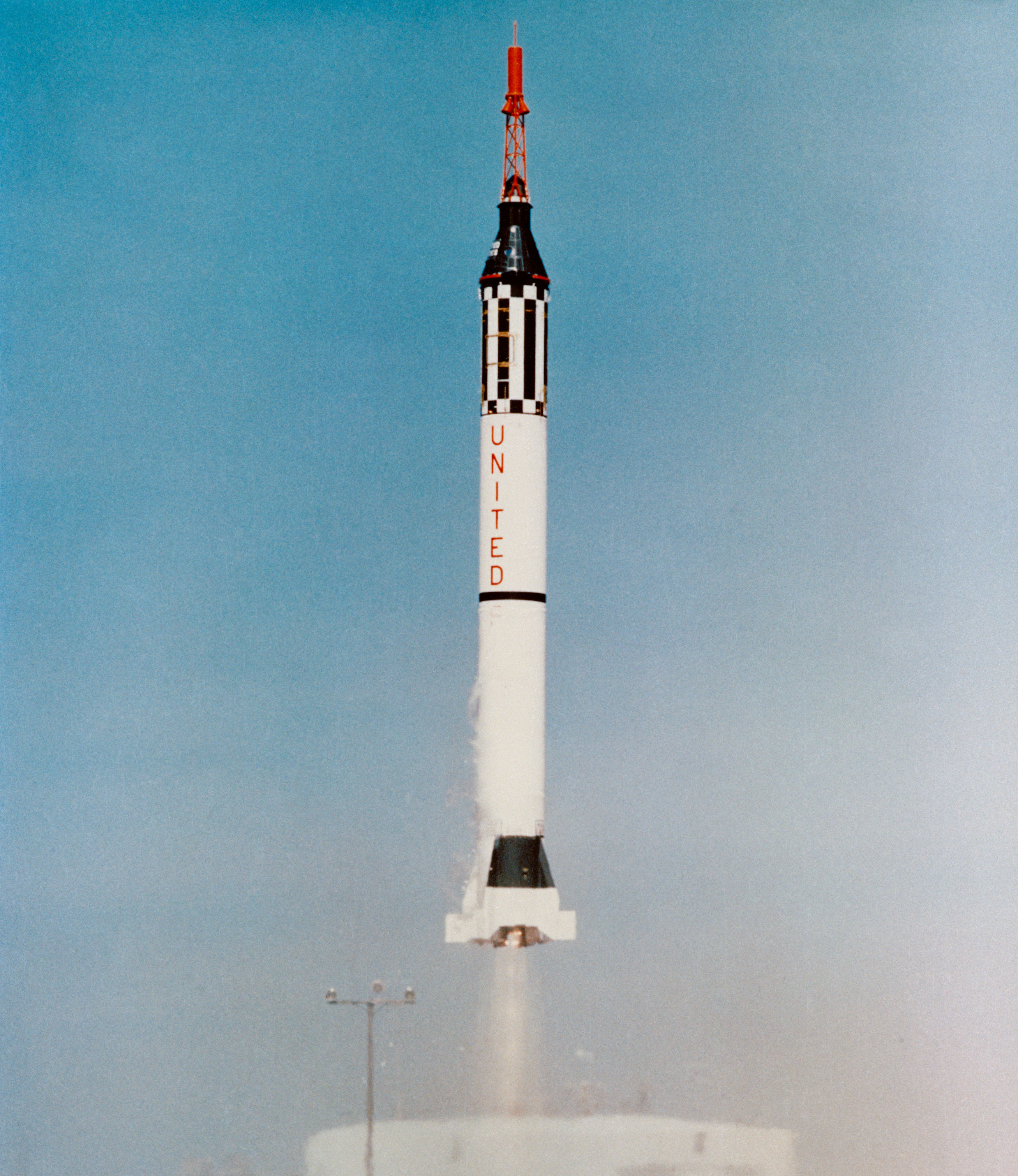
Start von Mercury-Redstone 1A

Die Mission Mercury-Redstone-1A fand am 19. Dezember 1960 statt und bildete die Ersatzmission für die gescheiterte Mission Mercury-Redstone 1. Dabei wurde zwar dieselbe Kapsel (Seriennummer 2)  verwendet, die Trägerrakete wurde jedoch für den zweiten Versuch ausgetauscht. Die Mission dauerte 15 Minuten und 45 Sekunden und verlief erfolgreich. Die Kapsel wurde 15 Minuten nach der Wasserung im Atlantik von Helikoptern geborgen. Sie befindet sich heute im Exploration Center des NASA Ames Research Center am Moffett Federal Airfield, Kalifornien.
Der Scheitelpunkt der Bahnparabel lag bei 210 Kilometer Höhe, die zurückgelegte Distanz betrug 375 km. Gestartet wurde die Kapsel mit Redstone MRLV-3.